# V1lat
Виталий Николаевич Волочай (укр. Віталій Миколайович Волочай; род. 8 августа 1986, Нововолынск, Волынская область) — украинский спортивный комментатор, более известный под псевдонимом v1lat.

## Биография
Виталий вырос в Нововолынске. С детства любил баскетбол и футбол, болел за луцкую команду Волынь и английскую Ливерпуль. Из-за любви к футболу стал играть в компьютерную игру FIFA, и даже участвовал в отборочных соревнованиях на World Cyber Games. Впервые попробовал себя в роли комментатора в 2006 году на турнире по FIFA в Харькове, решив развлечь публику.
Поступив в Киевский политехнический институт, Виталий начал организовать небольшие LAN-турниры. Также он познакомился с другой популярной игрой — DotA и попробовал себя в роли комментатора матчей. Сообщество игроков заметило Волочая, и организаторы турниров серии ASUS Open пригласили Виталия комментировать свои матчи по DotA. За свою работу он не получал много денег, работая на чистом энтузиазме из любви к игре. Параллельно с комментированием Виталий работал в офисе, создавал сайты и работал в службе поддержки интернет-магазинов.
В 2010 году v1lat впервые попробовал себя в роли менеджера команды, возглавив местный коллектив DTS.Chatrix, где играл, в частности, Данил «Dendi» Ишутин. Команда показывала хорошие результаты, в том числе на международном уровне. Однако вскоре два основных игрока перешли к главному конкуренту, организации Natus Vincere, и DTS.Chatrix распались. В то же время он помогал в открытии Киев Киберспорт Арены, главного киберспортивного места страны, а в 2011 году стал полноценным сотрудником организации, получившей название StarLadder.
В 2011 году вышла новая версия игры Dota 2, а компания-разработчик Valve анонсировала турнир с крупнейшим в то время призовым фондом в 1,6 млн долларов — The International. V1lat получил приглашение от Valve, улетел в Сиэтл и фактически стал главным русскоязычным комментатором новой дисциплины. В последующие годы популярность Dota 2 только росла, а в 2014 году призовой фонд турнира уже превышал 10 млн долларов. Виталий, наконец, смог полноценно обеспечивать семью, зарабатывая в StarLadder, комментируя The International и получая отчисления от внутриигровых продаж в Dota 2.
Волочай работал в студии StarLadder более пяти лет, но впоследствии его отношения с руководством ухудшились. Вместе с друзьями он решил создать собственную компанию RuHub. Новая студия вскоре стала лидером рынка, комментируя ведущие турниры по Dota 2 и CS:GO. Однако впоследствии количество турниров уменьшилось, и Valve перестали приглашать представителей RuHub. Также инвесторы настаивали на том, чтобы главный офис компании был в Москве и предложили ему переезд, но Виталий отказался. В июне 2018 года v1lat основал собственную студию Maincast, которая стала главным конкурентом RuHub.
С 2020 года Виталий Волочай стал комментировать спортивные матчи. Он начинал с трансляций NBA на Megogo, но впоследствии также стал комментировать футбольные соревнования, такие как Премьер-лига или Лига чемпионов.

## Личная жизнь
Виталий Волочай женат с 2013 года. Жена — Инна Волочай. В 2017 году у супругов родилась дочь Кристина, названная в честь горнолыжницы Тины Мазе.